# En drøm er alt
«En drøm er alt» —en español: «Un sueño es todo»— es una canción de Inger Jacobsen interpretada en noruego y publicada en 1960. Participó en la primera edición del Melodi Grand Prix.

## Festival de Eurovisión

### Melodi Grand Prix 1960
Esta canción participó en el Melodi Grand Prix, celebrado en dos ocasiones ese año —la semifinal en el 2 de febrero y la final, presentada por Erik Diesen y Odd Gythe, el 20 de febrero—. La canción fue interpretada en quinto lugar el día de la semifinal por Jacobsen, precedida por Jens Book-Jenssen con «Frøken Alfabet» y seguida por ella misma con «En aften igjen». Finalmente, quedó en cuarto puesto de 11, con 28 puntos y pasando así a la final.
El día de la final, la canción fue interpretada en tercer lugar por Siss Hartmann, precedida por Egil Ellingsen con «Lille Lilli-Ann fra Lillesand» y seguida por Elisabeth Granneman con «Et sommereventyr», finalizando en segundo puesto de 6 con 79 puntos.